# 牧野成賢
牧野 成賢（まきの しげかた、正徳4年（1714年） - 寛政4年4月25日（1792年6月14日））は、江戸時代の旗本。旗奉行牧野成照の次男。一族の牧野茂晴の娘を娶って末期養子となり、2200石を継承した。通称は大九郎、靱負、織部。

## 経歴
西ノ丸小姓組から使番、目付、小普請奉行と進み、宝暦11年（1761年）に勘定奉行に就任、6年半勤務し、明和5年（1768年）に南町奉行へ転進する。南町奉行の職掌には5年近くあり、天明4年（1784年）3月、大目付に昇格した。しかし翌月、田沼意知が佐野政言に殿中で殺害される刃傷沙汰が勃発し、成賢は指呼の間にいながら何ら適切な行動をとらなかったことを咎められ、処罰を受けた。寛政3年（1791年）に致仕し、翌年没した。

### 無宿養育所
牧野の業績として知られているのが無宿養育所の設立である。安永9年（1780年）に深川茂森町に設立された養育所は、生活が困窮、逼迫した放浪者達を収容し、更生、斡旋の手助けをする救民施設としての役割を持っていた。享保の頃より住居も確保できない無宿の者達が増加の一途を辿っており、彼らを救済し、社会に復帰させ、生活を立て直す為の援助をすることによる犯罪の抑止が養育所設置の目的であり趣旨であった。この試みはしかし、定着することなく途中で逃亡する無宿者が多かったため、約6年ほどで閉鎖となってしまったが、牧野の計画は後の長谷川宣以による人足寄場設立の先駆けとなった。

## 官歴
- 享保15年（1730年）5月7日：家督
- 元文2年（1737年）12月4日：西丸小姓組（西丸：徳川家治）
- 延享4年（1747年）1月11日：使番、12月19日：布衣
- 寛延3年（1750年）1月28日：西丸目付
- 宝暦元年（1751年）7月12日：寄合
- 宝暦2年（1752年）：目付
- 宝暦7年（1757年）3月19日：兼船手頭
- 宝暦9年（1759年）1月15日：小普請奉行、12月7日：従五位下大隅守
- 宝暦11年（1761年）12月9日：勘定奉行
- 明和5年（1768年）5月26日：町奉行
- 天明4年（1785年）3月12日：大目付、4月7日：謹慎、4月17日：赦免
- 寛政3年（1791年）5月11日：辞職
- 寛政4年（1792年）4月25日：卒去